# ماتئوس مورادیان
ماتئوس هوهانسی مورادیان (ارمنی: Մաթևոս Հովհաննեսի Մուրադյան؛ زاده ۵ مهٔ ۱۹۱۱ - درگذشته ۲۸ فوریهٔ ۱۹۸۷) موسیقی‌شناس، نویسنده، شاعر اهل ارمنستان بود.

## زندگی‌نامه
وی در ۵ مهٔ ۱۹۱۱ در hy:Տղասպար در به دنیا آمد و از کالج دولتی موسیقی رومانوس ملیکیان (۱۹۳۷) و کنسرواتوار دولتی کومیتاس ایروان (۱۹۴۸) فارغ‌التحصیل گشت. وی عضو اتحادیه نویسندگان اتحاد شوروی بود. وی همچنین برنده جوایزی همچون نشان شایستگی نبرد و چهره هنری شایسته ارمنستان شوروی شد. وی در ۲۸ فوریهٔ ۱۹۸۷ در سن ۷۵ سالگی در ایروان درگذشت.